# Fabienne Brugère
Pour les articles homonymes, voir Brugère.
Fabienne Brugère, née en 1964 à Nevers, est une philosophe française specialisée en esthétique et en philosophie de l'art, histoire de la philosophie moderne (XVIIIe siècle), philosophie morale et politique, études de philosophie anglo-américaine et théorie féministe.
Elle a été professeure à l'université Bordeaux-Montaigne et vice-présidente déléguée aux relations internationales de cette université. Elle a rejoint l'université Paris-VIII depuis septembre 2014, pour une chaire de « philosophie des arts modernes et contemporains ».
Elle est présidente de l'Université Paris Lumières depuis novembre 2019, après avoir présidé le conseil académique de cet établissement.

## Biographie
Fabienne Brugère est admise à l’École normale supérieure de Fontenay-Saint-Cloud en 1987. Elle obtient l’agrégation de philosophie en 1991, après une année passée à l’université de Londres (Imperial College, Department of Humanities). En 1996, elle soutient sa thèse intitulée Théorie de l’art et philosophie de la sociabilité selon Shaftesbury, à l'université Paris-Nanterre aux côtés de Geneviève Brykman, sa directrice de thèse, Didier Deleule, Jean-Paul Larthomas, Michel Malherbe et Pierre-François Moreau.
Elle a enseigné la philosophie comme allocataire monitrice normalienne à l’université Paris X-Nanterre (1992-1995), attachée temporaire d'enseignement et de recherche (ATER) à l’université de Brest et à l’université de Nantes (1995-1997), maître de conférences à l’université Toulouse-Jean-Jaurès. Elle est élue professeure à l’université Michel de Montaigne Bordeaux-III avec un intitulé « philosophie de langue anglaise » après une habilitation à diriger des recherches soutenue à l’université de Paris X-Nanterre en novembre 2003 sur le thème « L’empirisme et ses opérations esthétiques ». Elle quitte Bordeaux pour l'université Paris-VIII en septembre 2014.
Elle est professeure invitée dans les universités de Hambourg, Québec et Munich.
Elle a été présidente du Conseil de développement durable de Bordeaux entre juin 2008 et juin 2013, espace de démocratie participative placé aux côtés des élus de la Communauté urbaine de Bordeaux qui rend des avis et formule des propositions sur les stratégies et projets territoriaux, et plus généralement sur les enjeux économiques, sociaux et environnementaux du développement de l’agglomération bordelaise. En 2014, elle est sur la liste du candidat socialiste Vincent Feltesse pour les élections municipales bordelaises.
Elle dirige les collections « Lignes d'art » et « Care studies » aux Presses universitaires de France, Paris et « Diagnostics » aux éditions du Bord de l'eau, Bordeaux/Lormont.
Elle est chevalier de la Légion d'honneur depuis avril 2015.

## Prises de position
Commentant en 2015 la polémique concernant la sculpture dite du « vagin de la reine » d'Anish Kapoor dans les jardins du château de Versailles, elle avance que les manifestations d'hostilité sont dues « à une résurgence du pouvoir royal et de son histoire », la représentation du corps de la reine étant « tout à fait scandaleux pour une société très largement structurée par des formes de virilisme »,.
À l'occasion de la sortie du film J'accuse de Roman Polanski le 13 novembre 2019, tandis que le réalisateur est à nouveau accusé de viol, elle déclare sur France Culture : « Sur le plan éthique, ce qui est assez surprenant c'est la protection dont Roman Polanski bénéficie dans le milieu du cinéma français, dans lequel il occupe une place institutionnelle ». Elle ajoute : « Il y a là une loi du silence et une impossibilité d'écouter, parce qu'il y aurait un ordre de grandeur des « grands hommes » et que cet ordre de grandeur serait remis en cause par la parole des victimes. Et ça, bien sûr, d'un point de vue éthique, c'est forcément problématique, parce que toutes les paroles doivent pouvoir être écoutées, quel que soit l'ordre de grandeur, dans le milieu du cinéma ».

## Distinctions
- 2015 :  Chevalière de la Légion d'honneur[5]

## Publications

### Livres
- Théorie de l'art et philosophie de la sociabilité selon Shaftesbury, éditions Honoré Champion, coll. « Les Dix-huitièmes siècles », 1999, 429 p.
- Le goût : art, passions et société, PUF, coll. « philosophies », 2000, 127 p.
- L'expérience de la beauté, Vrin, 2006, 206 p.
- C’est trop beau, Giboulées Gallimard Jeunesse, mars 2008, traduit en coréen et en espagnol, 75 p.
- Questions de respect : Enquête sur les figures contemporaines du respect avec Maryvonne Charmillot et Raphaël Gély, Université de Bruxelles, coll. « Philosophie et société », 228 p.,  (ISBN 2800414111 et 978-2800414119)
- Le sexe de la sollicitude, octobre 2008, éditions du Seuil, réédité aux éditions Le Bord de l'eau, 2013.
- Philosophie de l'art avec Julia Peker, septembre 2010,Presses Universitaires de France - PUF, coll. «Licence Philo», 256 p.,  (ISBN 2130570216 et 978-2130570219)
- L'éthique du « care », Presses Universitaires de France - PUF, coll. « Que sais-je? », février 2011, réédité deux fois, 128p.,  (ISBN 2130586333 et 978-2130586333)
- Le nouvel esprit du libéralisme  avec Guillaume le Blanc, éditions Le Bord de l'eau, coll. « Diagnostics », novembre 2011, 252 p.,  (ISBN 2356870474 et 978-2356870476)
- Faut-il se révolter, Bayard Jeunesse, coll. « Le temps d'une question », mars 2012, 143 p.,  (ISBN 2227483539 et 978-2227483538)
- Dictionnaire politique à l'usage des gouvernés avec et sous la direction de Guillaume le Blanc, Bayard, Bayard Jeunesse, coll. « Essais », mars 2012, 505p.,  (ISBN 2227482699 et 978-2227482692).
- La politique de l'individu, La République des Idées/Seuil, 2013
- La fin de l'hospitalité, avec Guillaume le Blanc, Flammarion, 2017
- On ne naît pas femme, on le devient, Stock, 2019, 167p.,  (ISBN 9782234086210)[6]
- avec Guillaume Le Blanc, Le Peuple des femmes, Flammarion, 2021

### Directions d'ouvrages
- Spinoza et les affects, coédité avec Pierre-François Moreau, Presses de l'Université de Paris-Sorbonne, 1998.
- Shaftesbury, philosophie et politesse, Actes du Colloque international Shaftesbury, coédité avec M. Malherbe, éditions Honoré Champion, collection "Varia", 2000.
- Foucault et les Lumières, n° 8 de la revue Lumières, en collaboration avec G. le Blanc, C. Spector et J. Terrel, deuxième semestre 2006.
- Les fins de la nature : beauté, vie, liberté : autour de la Critique de la faculté de juger de Kant, en collaboration avec C. Bouton et C. Lavaud, avril 2008, Vrin.
- Judith Butler : trouble dans le sujet, trouble dans les normes, en collaboration avec Guillaume le Blanc, PUF, mars 2009, 127 p.

### Présentations, traduction
- Traduction et présentation (en collaboration avec L. Hariot) de la Lettre sur le dessin écrite par Shaftesbury, Revue d'esthétique numéro 28, 1995-1996.
- Présentation (en collaboration avec P. F. Moreau) de Spinoza et les affects, op. cit., 1998.
- Présentation de Shaftesbury, philosophie et politesse, op. cit., 2000.
- Préface (en collaboration avec D. Modigliani) des Pensées sur la beauté et sur le goût dans la peinture écrites par A. R. Mengs, École nationale supérieure des beaux-arts, collection "Beaux-arts histoire", 2000
- Présentation (en collaboration avec C. Bouton et C. Lavaud), Les fins de la nature : beauté, vie, liberté. Autour de la Critique de la faculté de juger de Kant, op. cit., 2008
- Présentation (en collaboration avec G. le Blanc), Judith Butler. Trouble dans le sujet, trouble dans les normes, op. cit., 2009, p. 9-19.
- Préface de la nouvelle édition du Vocabulaire d’esthétique, sous la direction d'Étienne Souriau, PUF, septembre 2010
- Le risque ou le care ? de Joan Tronto, PUF, coll. « Care Studies », octobre 2012, 50 p.,  (ISBN 2130607195 et 978-2130607199)